# Ioan Sabău
Pour les articles homonymes, voir Sabău.
Ioan Ovidiu Sabău est un footballeur roumain né le 12 février 1968 à Câmpia Turzii. Il évoluait au poste de milieu de terrain avant de devenir entraîneur.
Il a participé à la Coupe du monde 1990 et à l'Euro 1996 avec l'équipe de Roumanie.

## Palmarès
- 52 sélections et 8 buts avec l'équipe de Roumanie entre 1988 et 1999.
- Champion de Roumanie en 1990 avec le Dinamo Bucarest, en 1999 et 2003 avec le Rapid Bucarest
- Vainqueur de la Coupe de Roumanie en 1990 avec le Dinamo Bucarest, en 2002 avec le Rapid Bucarest
- Vainqueur de la Coupe des Pays-Bas en 1991 et 1992 avec le Feyenoord Rotterdam
- Vainqueur de la Supercoupe des Pays-Bas en 1991 avec le Feyenoord Rotterdam
- Vainqueur de la Coupe anglo-italienne en 1994 avec le Brescia Calcio